# Alexandru Borbely
Alexandru Borbely (auch Alexandru Borbil II; * 27. November 1910 in Bukarest; † 26. August 1987) war ein rumänischer Fußballspieler. 

## Karriere
Borbely spielte im Seniorenbereich ab 1928 bei Juventus Bukarest. In den Folgejahren war er mit Ausnahme der Jahre 1935 bis 1938, als er für Craiu Iovan Craiova spielte, bis 1941 für verschiedene andere Klubs aus der rumänischen Hauptstadt aktiv.
Anlässlich der Einladung des rumänischen Fußballverbandes zur Teilnahme an der ersten Fußball-Weltmeisterschaft 1930 in Uruguay wurde Borbely, der bis dahin noch kein Länderspiel für Rumänien bestritten hatte, für die rumänische Auswahl nominiert. Dort kam er jedoch weder beim  3:1 gegen Peru noch beim 0:4 gegen den Gastgeber und späteren Weltmeister Uruguay zum Einsatz.
Borbely debütierte am 12. Oktober 1930 bei der 3:5-Niederlage im Spiel um den Balkan-Cup 1929–31 gegen Bulgarien in der Nationalmannschaft. Sein viertes und letztes Länderspiel bestritt er am 8. Mai 1932 beim 4:1 gegen eine österreichische Amateurauswahl im Rahmen des Europapokals der Fußball-Nationalmannschaften-Amateure.

## Erfolge
- Balkan-Cup-Sieger: 1929/31